# 小行星21684
小行星21684（21684 Alinafiocca）是一颗绕太阳运转的小行星，为主小行星带小行星。该小行星于1999年9月4日发现。

## 轨道参数
小行星21684的轨道半长轴为2.4278892 UA，离心率为0.129。